# Дельта Банк (Украина)
ПАО «Дельта Банк» — украинский универсальный коммерческий банк, долгое время имел статус системного. 3 марта 2015 года признан Нацбанком Украины (НБУ) неплатёжеспособным, стал крупнейшим из таковых. Занимал 4 место по активам со свыше 60 млрд гривен. С 2011 года входил в категорию крупнейших по классификации НБУ. Был основан в 2006 году. Вырос за счёт успешной деятельности в сфере розничного потребительского кредитования в конце 2000-х годов. Затем фокусировался также на скупке чужих проблемных активов. Обслуживал около 4 млн клиентов. С 2013 года по размеру депозитного портфеля населения занимал 3 место (до 7 % рынка).

## О банке
Был основан Николаем Лагуном, зарегистрирован 15 февраля 2006 года. С начала создания начал быстро расти за счет потребительского кредитования. С 2008 года Н. Лагун также начал активно скупать другие банки и доли в банках, основные сделки: покупка в 2009 году проблемных активов Укрпромбанка, в 2011 году — проблемных кредитов у УкрСиббанка на примерно $1 млрд, в 2012 году — активов Сведбанка на 2,5 млрд гривен (благодаря чему Дельта Банк оказался в числе 10 крупнейших банков страны по размеру активов до почти 29 млрд гривен), впоследствии Лагун выкупил весь Сведбанк и назвал его Омега Банк, в том же 2012 году Дельта Банк приобрел 100 % Кредитпромбанка за $1, а в 2013 году Астра-банк — украинскую "дочку" греческого Alpha Bank. В 2014 году была начата сделка по покупке Марфин Банка — украинского представителя кипрского Cyprus Popular Bank, и планировалась покупка Universal Bank — украинского дочернего банка греческого Eurobank, однако на приобретение последнего в сентябре 2014 года правление НБУ наложило вето. Как заявила глава НБУ В. Гонтарева: «Банк был активным консолидатором банковского сектора с 2008 г., покупая огромные портфели и банки… [однако] нормальной работы с этими активами так и не было сделано». По свидетельству одного из бывших членов правления банка, Н. Лагун и председатель совета директоров Е. Попова «были одержимы идеей обогнать ПриватБанк по всем направлениям бизнеса».
На 03.03.2015 активы банка составляли 74,28 млрд. грн.: кредитный портфель — 44,79 млрд. грн.; (далее на 01.07.2014:) остатки в кассе, на корреспондентских счетах в НБУ и других банках — 7,5 млрд. грн.; регулятивный капитал — 6,0 млрд. грн.; статутный капитал — 3,7 млрд. грн. Как отмечают, ставшие в 2014 году проблемными Крым, Донецк и Луганск в активах банка занимали почти третью часть.
На 01.07.2014 пассивы банка составили: общий портфель средств физических лиц — 25,512 млрд. грн. (3 место), портфель средств до востребования физических лиц — 4,143 млрд. грн. (5 место), портфель срочных средств физических лиц — 21,369 млрд. грн. (3 место). 
В 2012 году объем вкладов населения в банке вырос на 4 млрд гривен до 11,07 млрд гривен, за 2013 год банку удалось удвоить портфель до 22,3 млрд гривен.
Сеть банка на 01.08.2014 год была представлена 222 отделениями и 84 кредитными центрами по всей территории континентальной Украины. 
Количество клиентов Дельта Банка на 01.07.2014 составляло более 4 млн. человек.
С мая 2014 года банк начал испытывать проблемы с платежеспособностью, затем частично перестал выполнять свои обязательства. В конце года банк был объявлен НБУ одним из 8 системных, однако с лета признавался проблемным, НБУ предлагал его национализировать.
С признанием НБУ неплатежеспособными Дельта Банка, Кредитпромбанка, Омега Банка и Астра Банка в них ввёл временную администрацию Фонд гарантирования вкладов физических лиц (ФГВФЛ).
Под возврат средств этим фондом попали 554 тыс. вкладчиков банка, общая сумма к выплате которым составила 16,4 млрд гривен (примечательно, что к тому времени за всю историю своего существования ФГВФЛ выплатил всего чуть более 25 млрд гривен). У 35 тысяч вкладчиков оказались не попадающими под гарантии ФГВФЛ 10 млрд грн.
К моменту признания банка неплатежеспособным объём его рефинансирования НБУ составил 9,3 млрд грн, а объем средств на счетах государственных компаний (Государственное ипотечное учреждение, Ощадбанк, Укрэксимбанк и пр.) — 8,4 млрд грн, — такой объем государственных средств не был размещен ни в одном другом частном банке.
Как стало известно из судебного разбирательства, в 2014 году банк вывел за границу около 4 млрд гривен рефинансирования, прежде конвертировав эти средства в доллары.
В октябре 2015 года президент Украины Петр Порошенко поручил генеральному прокурору страны Виктору Шокину лично проконтролировать расследование уголовных дел, связанных с банком.

## Акционеры и руководство
Основатель и владелец 70 % акций Дельта Банка — Николай Лагун.
Н. Лагун — победитель многочисленных профессиональных рейтингов и обладатель различных премий. В 2012 и 2013 гг. он возглавлял рейтинг делового еженедельника «Бизнес» в номинации «Банкир года». Газета «КоммерсантЪ» в своем ежегодном рейтинге «50 ведущих банков Украины» присудила Николаю Лагуну 2-е место в номинации «Лучший топ-менеджер банка-2013» и 1-ю — в той же номинации по результатам 2012 года. По версии рейтинга «ТОП-БАНКИРЫ ПЯТИЛЕТКИ» газеты «Капитал» Николай Лагун — «Наиболее платежеспособный банкир». 
ИД «Галицкие контракты» признал Николая Ивановича «Лучшим ТОП-менеджером банка с украинским капиталом-2013» и «Наиболее узнаваемым банкиром-2013». В рамках Всеукраинской ежегодной премии UKRAINIAN BANKER AWARDS издания «Инвестгазета» Николай Лагун по результатам 2012 года занял 1-е место в номинации «Признание коллег» и 3-е — по результатам 2013 года. 
В 2008 году Николай Лагун стал победителем премии «Человек года» в номинации «Финансист года», а в 2006 — её лауреатом. Спустя год после создания Дельта Банка (в 2007 г.) компания Ernst & Young присудила Николаю Лагуну победу в номинации «Быстрорастущий бизнес» в рейтинге «Предприниматель года». А в 2006 году в рейтинге «Топ-100. Лучшие топ-менеджеры Украины» победил в номинации «Потребительское кредитование».
30 % акций банка принадлежат американской финансовой компании Cargill Financial Services. Cargill — международная компания по производству и продажам продуктов питания, сельскохозяйственных, финансовых и промышленных продуктов и услуг, основана в 1865 году.
Глава совета директоров — Елена Юрьевна Попова.
Вошла в рейтинг «ТОП-100. Лучшие топ-менеджеры Украины-2014» по версии «Инвестгазеты» и завоевала место в тройке лучших банкиров Украины. В 2012 году стала лучшей среди 34-х глав правления крупных и крупнейших банков Украины по версии журнала «Деньги». Также стала участником рейтинга «20 лучших банкиров — 2010» журнала «Фокус».

## Награды и достижения
Постоянный победитель конкурсов Пенсионного фонда Украины и Министерства социальной политики Украины, который имеет право осуществлять выплаты пенсий и денежной социальной помощи по согласию получателей таких выплат во всех регионах Украины.

### 2014 год
- Дельта Банк занял третье место в «Финансовом рейтинге» делового еженедельника «БИЗНЕС» в номинации «Самый профессиональный банк».
- Дельта Банк удостоен 5-ти наград в банковской премии «Ukrainian Banker Awards-2013» от «Инвестгазеты».
- Дельта Банк занял второе место в рейтинге самых динамичных банковских учреждений по итогам 5 лет работы (2008-2014 гг.) по версии деловой газеты «Капиталъ».
- Дельта Банк вошел в топ-3 лучших банков по версии «50 ведущих банков Украины-2013» газеты «Коммерсант».

### 2013 год
- Дельта Банк занял 1 место  в номинации «Кредиты наличными», 2 место в номинации  «Классический депозит и 3 место в номинации «Сберегательный  вклад» в рейтинге «50 ведущих банков Украины 2012» газеты «Коммерсант» и аналитической группы «Финансовый клуб».
- В апреле 2013 года Дельта Банк занял 3 место в номинации «Самый профессиональный  банк-2012» «Финансового рейтинга» газ. «Бизнес».
- В июле 2013 года Дельта  Банк стал победителем I Всеукраинского рэнкинга «Эксперт финансового рынка» в номинации «Эксперт по кредитованию» по версии ж-ла «Банкир».
- В ноябре ИД «Галицкие контракты» назвал Дельта Банк победителем в номинациях «Самый  динамичный банк» и «Самый розничный банк».
- Дельта Банк занял первые места  в номинациях «Самый динамичный банк» и «Лучший кредитный продукт», а также второе место в номинации «Сделка года» и «Лучший Интернет-банкинг» в рамках ежегодной премии UKRAINIAN BANKER AWARDS 2013 (по версии еженедельника «Инвестгазета»).

### 2012 год
- Дельта Банк занял 2-е место в номинации «Кредиты наличными» и 3-е место в номинациях:  «Сберегательный вклад» и «Классический депозит» в рейтинге «50 ведущих банков Украины 2012» газеты «Коммерсант» и аналитической группы «Финансовый клуб».
- Дельта Банк — победитель IV Всеукраинского конкурса «Банк года — 2012» по версии журнала «Банкиръ», награждён дипломом «Лучший банк по депозитным программам для населения» среди крупных банков.
- Дельта Банк — самый динамичный банк в группе крупнейших банков по размеру активов в рамках ежегодной премии UKRAINIAN BANKER AWARDS 2012 (по версии еженедельника «Инвестгазета»).

### 2011 год
- Дельта Банк — победитель III Всеукраинского конкурса «Банк года — 2011» по версии журнала «Банкиръ», награждён дипломом «Лучший банк по депозитным программам для населения».

## События после признания  Дельта Банка неплатёжеспособным
2017
- Сентябрь: проект Дельта Банк Онлайн (ранее - дилинговый центр Дельта Банка) меняет собственника и специализацию[19]